# Низова Емілія Миколаївна
Емілія Миколаївна Низова́ (24 грудня 1929, Грушівка — 2 серпня 1997, Запоріжжя) — українська скульпторка; член Спілки радянських художників України з 1967 року.

## Біографія
Народилася 24 грудня 1929 року в селі Грушівці (нині Криворізький район Дніпропетровської області, Україна). 1953 року закінчила Дніпропетровське художнє училище; у 1953—1954 роках навчалася на скульптурному відділенні у Львівському інституті прикладного та декоративного мистецтва у Івана Якуніна; 1960 року закінчила Харківський художній інститут, де навчалася у Миколи Рябініна.
Упродовж 1961—1997 років працювала скульпторкою на Запорізькому художньо-виробничому комбінаті. Мешкала у Запоріжжі, в будинку на проспекті Леніна, № 58, квартира № 24. Була одружена зі скульптором Владленом Дубиніним. Померла у Запоріжжі 2 серпня 1997 року.

## Творчість
Працювала в галузях станкової та монументальної скульптури. Серед робіт:
- «Єдність» (1961);
- «За незалежність» (1961, у співавторстві з Владленом Дубиніним);
- «Гайдамаки» (1964);
- «Подружки»(1965);
- «Фронтовими шляхами» (1965, у співавторстві з Владленом Дубиніним);
- «Бандуристка» (1965, бетон);
- «Свинарка» (1966);
- «Сталевар» (1967, у співавторстві з Владленом Дубиніним);
- «Подруги» (1969, гіпс);
- «Дніпробудівники» (1970, у співавторстві з Владленом Дубиніним);
- «В'єтнамка» (1971, штучний камінь);
- «Соняшники» (1972);
- «Літо» (1973, гіпс);
- «Юні футболісти» (1973);
- «Піонери» (1974);
- «Радистка» (1975);
- «Ася» (1976. гіпс);
- «У дні блокади (Поетеса Ольга Берггольц)» (1982);
- «Студентка» (1980-ті).

Авторка низки пам'ятників у дусі комуністичної ідеології.
Брала участь в обласних, всеукраїнських мистецьких виставках з 1961 року. Персональна виставка відбулася у Запоріжжі у 1977 році. Деякі твори зберігаються у Запорізькому художньому музеї.